# Rudolf Bast
Rudolf Bast (* 11. Februar 1937; † 28. September 2019 in Speyer) war ein deutscher Fußballspieler, der in der Runde 1958/59 mit 25 Toren – gemeinsam mit Helmut Kapitulski – in der Oberliga Südwest die Torschützenliste angeführt hat. Insgesamt hat der kampfstarke Mittel- und Flügelstürmer bei den Vereinen FV Speyer und VfR Mannheim in den damals erstklassigen Oberligen Südwest beziehungsweise Süd 190 Ligaspiele absolviert und dabei 106 Tore erzielt.

## Laufbahn

### Oberliga, 1954 bis 1963

#### FV Speyer, 1954 bis 1959
Mit Rudolf „Rudeller“ Bast wuchs Mitte der 1950er Jahre in der Domstadt am Rhein, dem dortigen Fußballverein in der Oberliga Südwest, dem FV Speyer, aus der eigenen Jugendabteilung ein echter Torjäger heran. Zwar konnte der 17-Jährige in der Saison 1954/55 bei seinen zwei Debüteinsätzen in den letzten zwei Spieltagen gegen Tura Ludwigshafen und Saar 05 Saarbrücken am 17. bzw. 24. April 1955 noch nichts gegen den Abstieg aus der Oberliga ausrichten, aber zum umgehenden Wiederaufstieg aus der 2. Liga steuerte er 1955/56 bereits zwölf Treffer bei. Von Jahr zu Jahr steigerte der 1,80 cm große, kopfball- und zweikampfstarke Mittelstürmer seine Trefferquote in der Südwest-Oberliga. Dies gelang Bast aber nicht in einer Spitzenmannschaft die Jahr für Jahr um die Meisterschaft spielte und deren Spiel zumeist offensiv ausgerichtet war, nein, seine persönliche Leistungssteigerung geschah bei einer Mannschaft, die jede Runde um den Abstieg zu kämpfen hatte und der das Toreschießen sehr schwerfiel. Als Rudolf Bast in der Saison 1958/59 für den FV Speyer 25 Tore erzielte und damit gemeinsam mit Helmut Kapitulski vom FK Pirmasens die Torschützenliste im Südwesten anführte, erzielte die Mannschaft um Spielführer Heinz Lang vom Stadion am Rosssprung insgesamt 42 Treffer. Ludwig Glaiber mit sechs und Arnold Nibler mit fünf Treffern folgten in der internen Speyrer Torschützenliste. Pirmasens holte sich die Meisterschaft mit 95:32 Toren vor Borussia Neunkirchen (Werner Emser, 23 Tore) mit 95:35 Toren und dem 1. FC Kaiserslautern auf dem 3. Rang mit 99:44 Toren, wo Friedel Späth es auch auf 23 Treffer brachte. Die Duelle mit den Mittelläufern Hermann Laag (FKP), Erich Leist (Neunkirchen) und Werner Liebrich (Lautern) zählten in dieser Runde zu den besonderen Herausforderungen des Mittelstürmers vom FV Speyer.
Obwohl Bast ein konkretes Angebot vom 1. FC Kaiserslautern – durch Fritz Walter – erhielt, seine drei Treffer bei der 4:5-Heimniederlage am 16. November 1958 vor 14.000 Zuschauern hatten die Verantwortlichen vom „Betze“ beeindruckt, wechselte er zur Runde 1959/60 in die Oberliga Süd zum VfR Mannheim. Speyer brachte es 16.000 DM in die Kasse und am Ende der Runde 1959/60 als Tabellenletzter – mit 29 Treffern – den Abstieg in die 2. Liga Südwest. Bast zog in den Mannheimer Stadtteil Neuostheim, wo ihm der VfR die sogenannte „Mittelstürmerwohnung“ zur Verfügung stellte, wo zuvor bereits mit Werner Baßler und Ernst-Otto Meyer zwei ausgewiesene Goalgetter residiert hatten.
Insgesamt hatte der „Rudeller“ von 1955 bis 1959 für den FV Speyer in der Oberliga Südwest 72 Spiele mit 49 Toren absolviert.

#### VfR Mannheim, 1959 bis 1963
Die Rasenspieler verabschiedeten nach der Runde 1958/59 die langjährigen Leistungsträger Kurt Keuerleber, Ernst Langlotz und Rudolf de la Vigne und standen somit vor einem Umbruch in der Mannschaft. Da auch noch der bisherige Torschützenkönig Ernst-Otto Meyer am Ende seiner Vertragsspielerlaufbahn stand, war der 0:8 Punkte-Start in die Runde 1959/60 wenig überraschend. Im Süddeutschen Pokal dagegen stand der VfR im Finale am 6. September 1959 in Karlsruhe gegen den Deutschen Meister Eintracht Frankfurt. Bast stürmte beim 1:0-Erfolg der Mannheimer auf der Mittelstürmerposition. Das Halbfinalspiel im DFB-Pokal verlor Mannheim am 3. Oktober 1959 mit 1:2 Toren bei Borussia Neunkirchen. Durch seine 16 Treffer in seiner ersten Runde in Mannheim bestätigte Bast seine Torjägerqualitäten auch in der Oberliga Süd gegen die bekannte Leistungsstärke der dortigen Mittelläufergilde um Herbert Erhardt, Rudi Hoffmann, Friedel Lutz, Ludwig Landerer, Helmut Sattler, Alfons Stemmer und Ferdinand Wenauer. Als 1960/61 das Talent Hans Arnold den Angriff verstärkte und der Lokalrivale SV Waldhof in die Oberliga zurückkehrte, belegte der Mann aus Speyer mit 18 Treffern den vierten Platz in der Torschützenliste im Süden hinter Rudolf Brunnenmeier und Erwin Stein mit je 23 und Heinz Strehl mit 22 Toren. Aber auch in Mannheim konnte der Mann für Einsatz und Treffer nicht in einem Spitzenteam auf Torejagd gehen. Der VfR Mannheim gehörte in den Runden 1959/60 bis 1962/63 immer dem unteren Mittelfeld an und hatte mit der vorderen Tabellenhälfte nichts zu tun. Rudolf Bast bestritt 118 Spiele und erzielte dabei 57 Tore.
Da der VfR Mannheim durch seine Platzierungen der letzten Jahre in der Oberliga Süd sich nicht für die neue Fußball-Bundesliga qualifizieren konnte, spielte der „Rudeller“ ab der Saison 1963/64 mit dem VfR in der Regionalliga Süd. Mit dem neuen Trainer Hans Pilz kam der VfR auf den sechsten Rang in der Abschlusstabelle und Rudolf Bast belegte in der Torschützenliste mit 27 Treffern den 3. Platz. Jendrosch und Ohlhauser, die vor Bast standen, gehörten dem Meister- und dem Vizemeisterteam der Regionalligarunde 1963/64 an, die jeweils über 100 Tore erzielt hatten. Im Regionalliga-Spieljahr 1964/65 steigerte Bast seine Trefferquote auf 32 Tore, mit seiner Mannschaft konnte er aber Platz sechs des Vorjahres nicht verbessern. Nur Rainer Ohlhauser und Gerd Müller vom neuen Meister und Aufsteiger FC Bayern München – 146:32 Tore – übertrafen mit ihren 42 bzw. 33 Treffern die Ausbeute des Torschützen vom VfR Mannheim – 66:53 Tore – in dieser Saison. Rudolf Bast kam von 1963 bis 1965 auf 69 Spiele mit 59 Toren für den VfR Mannheim und wechselte mit 28 Jahren zur Runde 1965/66 zum 1. FC Nürnberg in die Fußball-Bundesliga.

### Fußball-Bundesliga, 1965/66
Der Pfälzer Stürmer hatte sich bei seinem Wechsel 1965 für den 1. FC Nürnberg und gegen die weiteren Vertragsangebote des 1. FC Kaiserslautern und des FC Schalke 04 entschieden. Beim „Club“ kam er unter Trainer Jenő Csaknády zu neun Einsätzen in der Bundesliga und erzielte bei der Nachholbegegnung am 29. Dezember 1965 im Wedau-Stadion gegen den MSV Duisburg – Nürnberg gewann mit 2:1 Toren – seinen einzigen Treffer in der Runde 1965/66. Sein letztes Spiel bestritt er am 20. Spieltag, den 29. Januar 1966, bei dem 0:0-Heimremis gegen Eintracht Frankfurt. Ob Bast im Sommer 1965 gut beraten war, neben Franz Brungs von Borussia Dortmund, als weiterer Mittelstürmer in die Noris zu wechseln, dort gab es ja mit Heinz Strehl einen renommierten Innenstürmer und Torschützen der als vierfacher Nationalspieler weit mehr als Durchschnitt darstellte, ist fraglich. Zudem war das Ausweichen auf die Flügelpositionen bei dem Angebot an Außenstürmern – Anton Allemann, Manfred Greif und Georg Volkert – auch nicht einfach zu bewerkstelligen. Nach einem Jahr löste Bast seinen Zweijahresvertrag vorzeitig auf und ging in die Regionalliga Süd zurück, indem er beim SSV Reutlingen 05 einen Vertrag unterschrieb.

### Ausklang, 1966 bis 1971
Der Regionalligavizemeister des Jahres 1965 versuchte mit Trainer Richard Schneider und Einkäufen wie Dieter Höller, Harald Braner, Willibald Mikulasch und Bast den Aufstieg in die Bundesliga zu ermöglichen. Dies gelang aber nicht und Rudi Bast erlebte zwei sportlich unbefriedigende Runden – er kam zu nur 13 Einsätzen mit vier Toren – und ging 1968 mit 31 Jahren in seine Heimat zurück, zum FV Speyer. Die Blau-Weißen waren gerade wieder in die Regionalliga Südwest aufgestiegen. Unter seinem alten Spielerkollegen aus den Oberligatagen, Günther Ratzel, der jetzt als Trainer fungierte, kam Bast endlich wieder zu konstanten Einsätzen und zahlte das auch mit entsprechenden Treffern zurück. Zum 11. Rang des Aufsteigers steuerte er 1968/69 16 Treffer bei. Als die Fußballer aus der Domstadt 1970 sich auf den 5. Rang vorschoben, war der „Rudeller“ 18-facher Torschütze von 42 Treffern der FV-Mannschaft. Darunter waren auch die entscheidenden Tore zu den Erfolgen gegen den FK Pirmasens (30. November 1969; 2:1; beide Treffer von Bast), Mainz 05 (22. März 1970; 3:2; zwei Treffer durch Bast) und der Siegtreffer zum 2:1-Heimsieg am 26. April 1970 gegen Borussia Neunkirchen. In seiner dritten Saison in Speyer – 1970/71 – übernahm er ab dem 14. Februar 1971 zusätzlich die Aufgabe des Spieler-Trainers und konnte mit dem 14. Platz die Klasse halten.
Insgesamt bestritt der Routinier in seinem zweiten Abschnitt beim FV Speyer von 1968 bis 1971 nochmals 75 Spiele mit 40 Toren in der Regionalliga Südwest.
Der gelernte Buchdrucker und später im Verkauf in der Autobranche tätige Kurpfälzer zog sich im Sommer 1971 aus dem Vertragsfußball in das Amateurlager zurück und übernahm zur Runde 1971/72 das Amt des Spieler-Trainers beim SV Viktoria Herxheim. In der Runde 1974/75 übte er das Traineramt im Fußballkreis Bruchsal beim FV 1912 Wiesental aus.